# Tamer Seyam
Pour les articles homonymes, voir Tamer.
Tamer Seyam, né le 29 novembre 1992 en Palestine, est un footballeur international palestinien évoluant au poste de milieu de terrain à Al-Faisaly SC.

## Biographie

### En équipe nationale
Il joue son premier match en équipe de Palestine le 19 mai 2014, en amical contre le Kirghizistan (victoire 1-0). Il inscrit ses deux premiers buts le 16 mai 2015, contre la Malaisie, lors des éliminatoires du mondial 2018 (victoire 0-6). Il marque à nouveau contre la Malaisie en novembre 2015. Il marque ensuite contre le Tadjikistan en octobre 2017, puis contre le Bhoutan un an plus tard.

## Palmarès
- Vainqueur de l'AFC Challenge Cup en 2014 avec l'équipe de Palestine
- Champion de Cisjordanie en 2016 avec Shabab Al Khaleel ; en 2017 et 2018 avec Hilal Al Quds
- Coupe du Maroc :
  - Finaliste : 2019.